# Wladimir Kenig
Wladimir Kenig (* 1. April 1883 in Suwałki; † 4. Mai 1929 in Pułtusk) war ein polnischer Komponist.
Kenig studierte am Warschauer Konservatorium und war dann Schüler von Friedrich Klose und Hans Bußmeyer in München und wirkte als Erster Dirigent der Warschauer Philharmonie. Er komponierte drei Sinfonien, zwei sinfonische Dichtungen, Violin- und Cellostücke und Lieder.

## Quelle
- Alfred Baumgartner: Propyläen Welt der Musik: die Komponisten, Band 3, Berlin, Frankfurt 1989, ISBN 3549078331, S. 267

| Personendaten    | Personendaten        |
| ---------------- | -------------------- |
| NAME             | Kenig, Wladimir      |
| KURZBESCHREIBUNG | polnischer Komponist |
| GEBURTSDATUM     | 1. April 1883        |
| GEBURTSORT       | Suwałki              |
| STERBEDATUM      | 4. Mai 1929          |
| STERBEORT        | Pułtusk              |